# Баринова, Елена Петровна
Еле́на Петро́вна Ба́ринова (Ба́ринова-Неча́ева; род. 1952, г. Черняховск Калининградской области) — советский мультипликатор и режиссёр, театральная художница.

## Биография
Елена Баринова родилась 13 января 1952 года в городе Черняховске Калининградской области.
Училась (1969—1971 гг.) в Ленинградском государственном институте театра, музыки и кинематографии (на факультете театральных художников).
В 1976 году окончила режиссёрский факультет ВГИКа. Работала на студиях «Киевнаучфильм» (1976-1984 гг.) и «Союзмультфильм» (1985—1996 гг.).
Её мультфильмы поставлены в жанре сказок, нередко с элементами сатиры-гротеска (наиболее известный — «Савушкин, который не верил в чудеса») или пародии (в «Золотом цыплёнке» обыгрывается ряд элементов из «Осеннего марафона»).
С 1996 года — руководительница детской студии «Школа анимационного искусства».
C 2005 года — куратор факультета художников-аниматоров Колледжа кино, ТВ и мультимедиа при ВГИКе.
В 2008 году начала снимать продолжение серии мультфильмов про Простоквашино, но в 2009 году проект был остановлен из-за недостаточного финансирования. В дальнейшем продолжения («Весна в Простоквашино», сериал «Простоквашино») были сняты другими режиссёрами.

## Награды и призы
- «Кто получит ананас?»:
  - 1978 — Бронзовая медаль ВДНХ;
  - 1978 — ВКФ «Молодость-78» в Киеве, Приз;
- «Пирог со смеяникой» — 1980 — ВКФ «Молодость-80» в Киеве, Гран-при;
- «Золотой цыплёнок»:
  - 1981 — ВКФ «Сказка» в Москве, Приз;
  - 1981 — ВКФ «Молодость-81» в Киеве, Приз;
- «Савушкин, который не верил в чудеса»:
  - 1983 — Всесоюзный Фестиваль искусств «Молодые голоса», Приз;
  - 1984 — ВКФ в Киеве, Вторая премия[3].

## Фильмография
- «Лисичка со скалочкой» (1977) (ассистент)
- «Кто получит ананас?» (1978) (режиссёр)
- «Пирог со смеяникой» (1980) (режиссёр)
- «Золотой цыплёнок» (1981) (режиссёр)
- «Ба-буш-ка» (1982) (режиссёр)
- «Савушкин, который не верил в чудеса» (1983) (режиссёр, сценарист)
- «Твой любящий друг» (1984) (режиссёр)
- «Три новеллы» (1986) (режиссёр)
- «Кто?» (1986) (сценарист)
- «Питер Пэн» (1987) (сценарист, художник мультипликационных вставок)